# Budapesti Strauss Zenekar
A Budapesti Strauss Zenekart 1986-ban Bogár István alapította. Megalakulását követően hosszú éveken át csak külföldön lépett fel.  
Fő repertoárját a Strauss család legendás művei alkotják, de számos templomi koncertet, operaelőadást és szabadtéri koncertet is játszottak. 

## Története
A Budapesti Strauss Zenekart Bogár István zeneszerző-zenepedagógus, karmester alapította 1986-ban. Az együttes létrejötte egy szerencsés véletlennek köszönhető: egy utolsó pillanatban beérkezett franciaországi Strauss turné lebonyolításához az akkori Interkoncert zenekart és karmestert keresett, de a rövid határidő miatt a hazai előadók közül senki nem vállalta a felkérést. A külföldi kapcsolatot mentendő Bogár István vállalta a zenekar megszervezését és a koncertek vezénylését. 
Az alkalmi beugrást a következő 20 év alatt több mint 1200 – főként külföldi – koncert követte, legtöbbször Franciaországban és Spanyolországban. Ezek közül kiemelkedő, hogy Párizsban a Salle Pleyelben 113-szor, míg Barcelonában, a Palau de la Músicaban közel 100-szor léptek fel, de játszottak Olaszországban, Svájcban, Belgiumban, Hollandiában, Németországban, Ausztriában és Hongkongban is. A zenekarral külföldön 11 CD felvétel készült. Az itthoni fellépések közül jelentős volt az 1993-ban indult Ferencvárosi Ünnepi Játékok, melynek ez az együttes volt az alapítója.
A Budapesti Strauss Zenekar nem állandóan működő együttes, tagjait a magyar nagyzenekarok hangszeres kiválóságai alkotják, egy-egy fellépésre is elsősorban a Nemzeti Filharmonikus Zenekarból, a Magyar Állami Operaház Zenekarából, a Budapesti Fesztiválzenekarból, a Magyar Rádió Szimfonikus Zenekarából, a Concerto Budapestből és a MÁV Szimfonikus Zenekarból érkeznek a zenészek.
Bogár István 2006-ban bekövetkezett halálát követően a zenekar vezetését és koncertmesteri feladatokat lánya, Csáky-Bogár Rita vette át. A zenekar vezető karmestere férje, Deák András lett.